# Mikojan-Gurewitsch I-320
Mikojan-Gurewitsch I-320 (russisch Микоян-Гуревич И-320) oder Projekt R ist die Bezeichnung für ein zweisitziges Abfangjagdflugzeug, das vom Konstruktionsbüro Mikojan-Gurewitsch entwickelt wurde. Das „I“ bezieht sich dabei auf die russische Abkürzung für Jagdflugzeug, das „R“ war die Codebezeichnung des Projektes.

## Geschichte
Aufgrund einer 1948 herausgegebenen Spezifikation begannen die Konstruktionsbüros Lawotschkin, Suchoi und Mikojan-Gurewitsch mit der Entwicklung je eines allwettertauglichen Strahljägers für die Luftverteidigung, worauf die Typen La-200, Suchoi Projekt P und eben die I-320 entwickelt wurden. Sie besaß im Rumpf versetzt übereinander angeordnete Triebwerke. Die gepfeilten Tragflächen wurden von der bereits im Dienst stehenden MiG-15 übernommen, mussten jedoch wegen der um 100 Prozent höheren Rüstmasse um vier Meter verlängert sowie in der Tiefe vergrößert werden. Der erste Prototyp I-320 (R-1) hatte RD-45F-Triebwerke sowie ein Funkmessgerät Korschun und wurde von A. A. Wernikow am 16. April 1949 erstmals geflogen und von ihm zusammen mit J. A. Antipow bis 1950 erprobt. Der 1950 folgende zweite Prototyp I-320 (R-2) erhielt etwas leistungsstärkere Triebwerke Klimow WK-1 und eine höhere Cockpithaube zur Verbesserung der Rundumsicht, außerdem wurde die Kabine höher gesetzt. Die Tests mit diesem Flugzeug zeigten bei hohen Geschwindigkeiten Flattererscheinungen an den Tragflächen, die eine Begrenzung der Höchstgeschwindigkeit notwendig machten, um die Tragflächen nicht zu zerstören. Als der Bug der R-2 bei einem Waffentest am 13. März 1950 durch eine im Lauf explodierende Granate beschädigt wurde, nutzte man die notwendigen Reparaturarbeiten gleichzeitig zur Verstärkung der Pfeilflächen, so dass sich die Geschwindigkeit auf 1100 km/h steigern ließ. Da das gefährliche Flügelflattern jedoch auch bei dem nun als I-320 (R-3) bezeichneten Flugzeug nicht vollständig abgestellt werden konnte, wurden die Versuche mit diesem Typ aufgegeben, zumal die oben genannte Spezifikation um den Punkt größerer Reichweite ergänzt worden war, den die I-320 jedoch nicht erfüllen konnte. Im Endeffekt wurde keiner der drei Jäger in die Produktion übernommen, da die inzwischen entwickelte Jak-25 vom OKB Jakowlew diesen Kriterien entsprach und in die Serienfertigung gelangte.

## Technische Daten
| Kenngröße                   | I-320 (R-1)                                        | I-320 (R-2)                                         |
| --------------------------- | -------------------------------------------------- | --------------------------------------------------- |
| Besatzung                   | 2                                                  | 2                                                   |
| Länge                       | 15,77 m                                            | 15,77 m                                             |
| Spannweite                  | 14,20 m                                            | 14,20 m                                             |
| Flügelfläche                | 41,20 m²                                           | 41,20 m²                                            |
| Flügelstreckung             | 4,9                                                | 4,9                                                 |
| Vorderkantenpfeilung        | 35°                                                | 35°                                                 |
| V-Stellung                  | −3°                                                | −3°                                                 |
| Flächenbelastung            | 249,15 kg/m²                                       | 260,19 kg/m²                                        |
| Start-/Leistungs- belastung | 231 kg/kN                                          | 202 kg/kN                                           |
| Leermasse                   | 7.367 kg                                           | 7.827 kg                                            |
| Zuladung                    | 2.898 kg                                           | 2.923 kg                                            |
| Startmasse                  | 10.265 kg                                          | normal 10.725 kg maximal 12.095 kg                  |
| Antrieb                     | zwei Strahltriebwerke RD-45F                       | zwei Strahltriebwerke Klimow WK-1                   |
| Startschub                  | je 22,7 kN                                         | je 26,2 kN                                          |
| Höchstgeschwindigkeit       | 1.060 km/h in Bodennähe 1.040 km/h in 5.000 m Höhe | 1.040 km/h in Bodennähe 994 km/h in 10.000 m Höhe   |
| Landegeschwindigkeit        | 200 km/h                                           | 187 km/h                                            |
| Steigzeit                   |                                                    | 2,3 min auf 5.000 m Höhe 5,65 min auf 10.000 m Höhe |
| praktische Gipfelhöhe       | 15.000 m                                           | 15.500 m                                            |
| Reichweite                  | 1.100 km                                           | 1.950 km mit Zusatztanks                            |
| Flugdauer                   | 3,0 h                                              |                                                     |
| Startstrecke                |                                                    | 610 m                                               |
| Landestrecke                |                                                    | 770 m                                               |
| Bewaffnung                  | drei 37-mm-MK NS-37 (je 60 Granaten)               | drei 37-mm-MK NS-37 (je 60 Granaten)                |